# Wedeler Roland

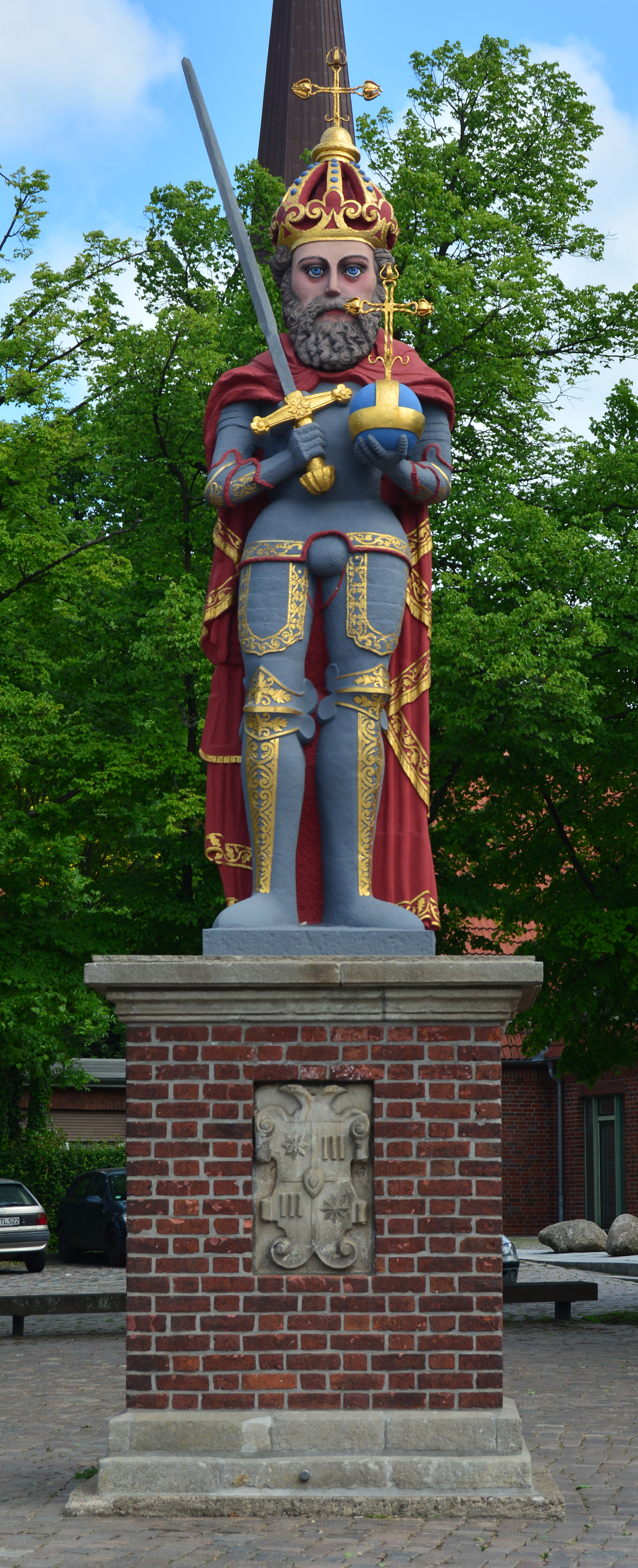
Das Wahrzeichen der Stadt Wedel – der Roland

Der Wedeler Roland ist eine Statue auf dem Marktplatz von Wedel im Kreis Pinneberg in Schleswig-Holstein aus dem Jahr 1558. Das allgemein als „Rolandstatue“ bezeichnete Standbild ist das Wahrzeichen und Wappensymbol der Stadt. Es steht auf der Liste der Kulturdenkmale in Wedel und bildet zusammen mit der Immanuelkirche, dem Pastorat, dem Haus Marktplatz 3 und dem ehemaligen Schulhaus, dem heutigen Stadtmuseum als letztes erhaltenes städtebauliche Ensemble denkmalgeschützter Bauwerke in Wedel.

## Beschreibung

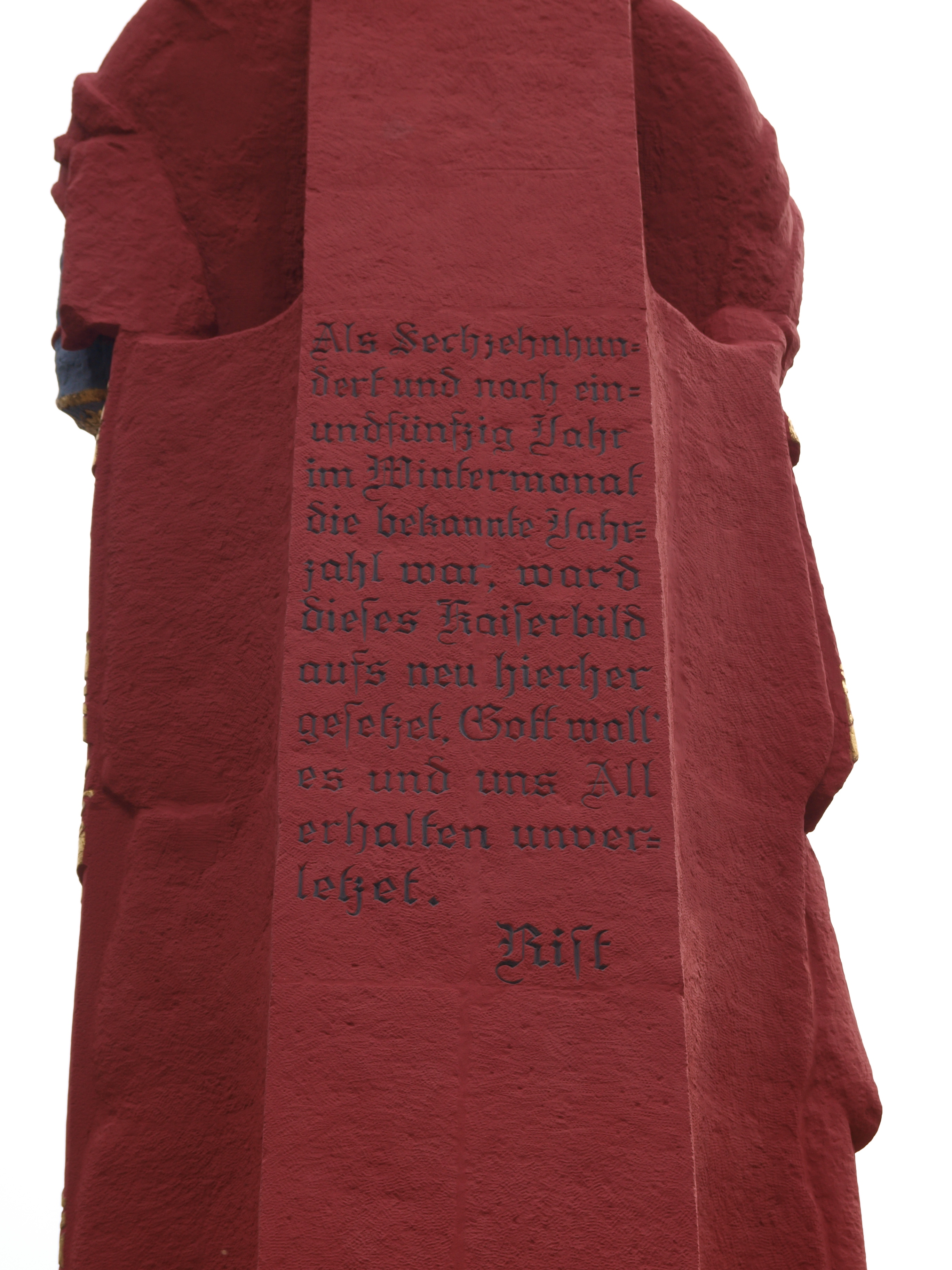
Wedeler Roland: Inschrift auf Rückseite

Die Statue ist 4,50 Meter hoch, 1,50 Meter breit und besteht aus 32 Blöcken Obernkirchener Sandstein aus dem Landkreis Schaumburg. Sie steht auf einem 2,20 Meter hohen Backsteinsockel mit Sandsteinfuß (Krepis) und -kapitell. Sie zeigt einen aufrechtstehenden Adligen mit Vollbart und Krone im gotischem Plattenharnisch, der nach Süden in Richtung Elbe blickt. In der rechten Hand hält er ein gegen die Schulter gelehntes Schwert, in der linken einen Reichsapfel. Über den Schultern trägt er einen roten Umhang, der auf dem Rücken der Figur in eine Statuenstütze übergeht. Diese Stütze trägt die dem protestantischen Theologen Johann Rist (1607–1667) zugeschriebene Inschrift in Fraktur:
Als Sechzehnhun=

dert und noch ein=

undfünzig Jahr

im Wintermonat

die bekannte Jahr=

zahl war, ward

dieses Kaiserbild

aufs neu hierher

gesetzet, Gott woll‘

es und uns All

erhalten unver=

letzet.

             Rist
Auf der Vorderseite des Sockels ist das Sandsteinrelief eines Wappens eingelassen, mit doppelköpfigem Adler als Helmzier, achtzackigen Sternen, und drei Walzen in einer gevierten Kartusche. Es handelt sich möglicherweise um ein Wappen des Hauses Schauenburg, obwohl es anstelle dem Schauenburgischen Nesselblattes ein Herz trägt. An der Rückseite des Sockels ist ein rundes Sandsteinrelief mit der Aufschrift: „Gruss und Segen unseren Nachkommen 1856“. Auf Seite zur linken Hand des Rolands befindet sich eine weitere Platte. Das Schwert, die Kreuze auf Reichsapfel und Krone bestehen aus Schmiedeeisen. Die Statue ist vollständig farbig bunt gefasst, wobei Teile der Ausstattung und Applikationen mit Goldbronze abgesetzt sind.

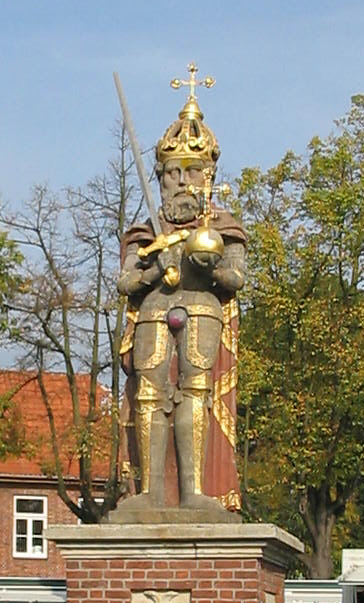
Roland 2005 vor Renovierung
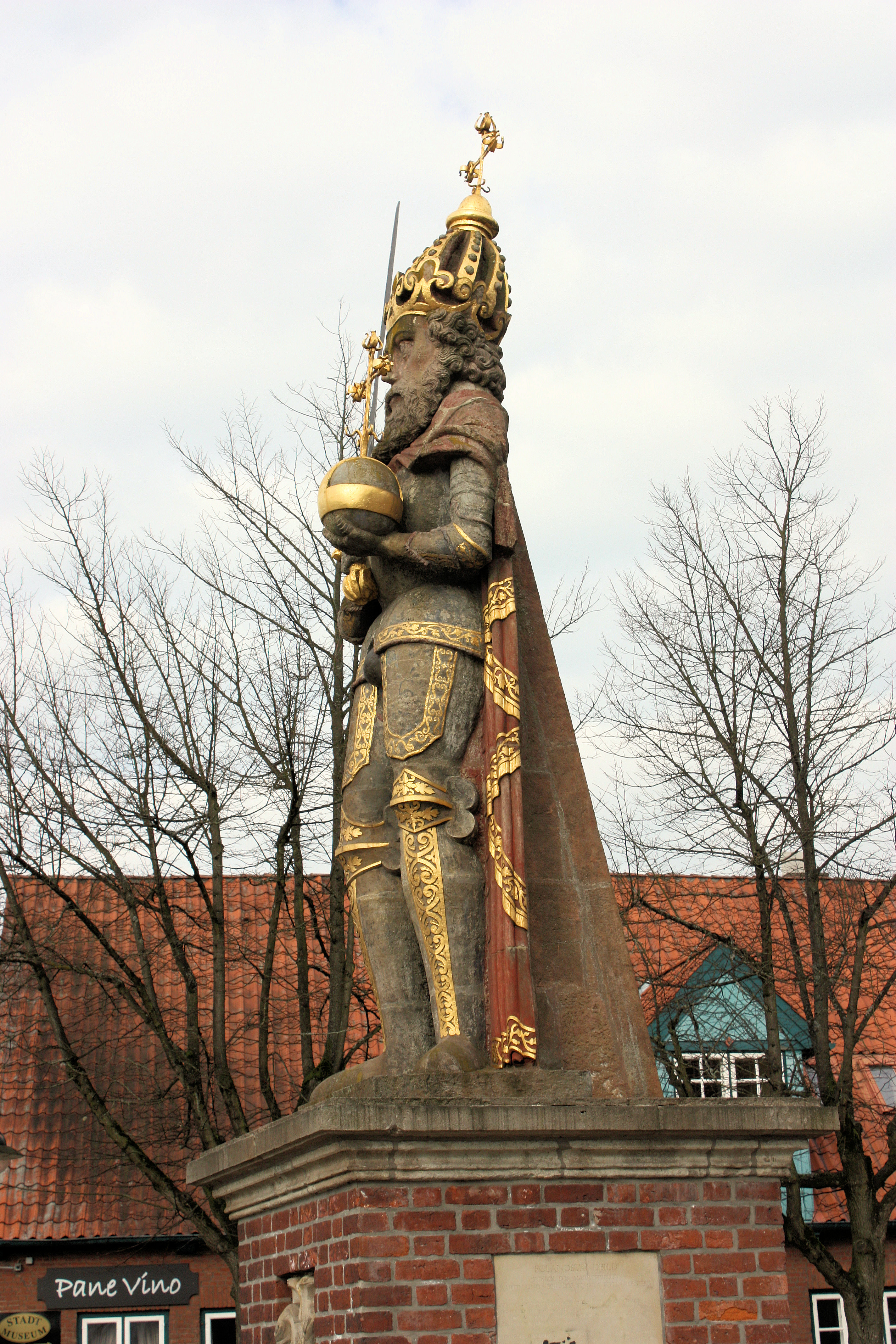
Seitenansicht 2011
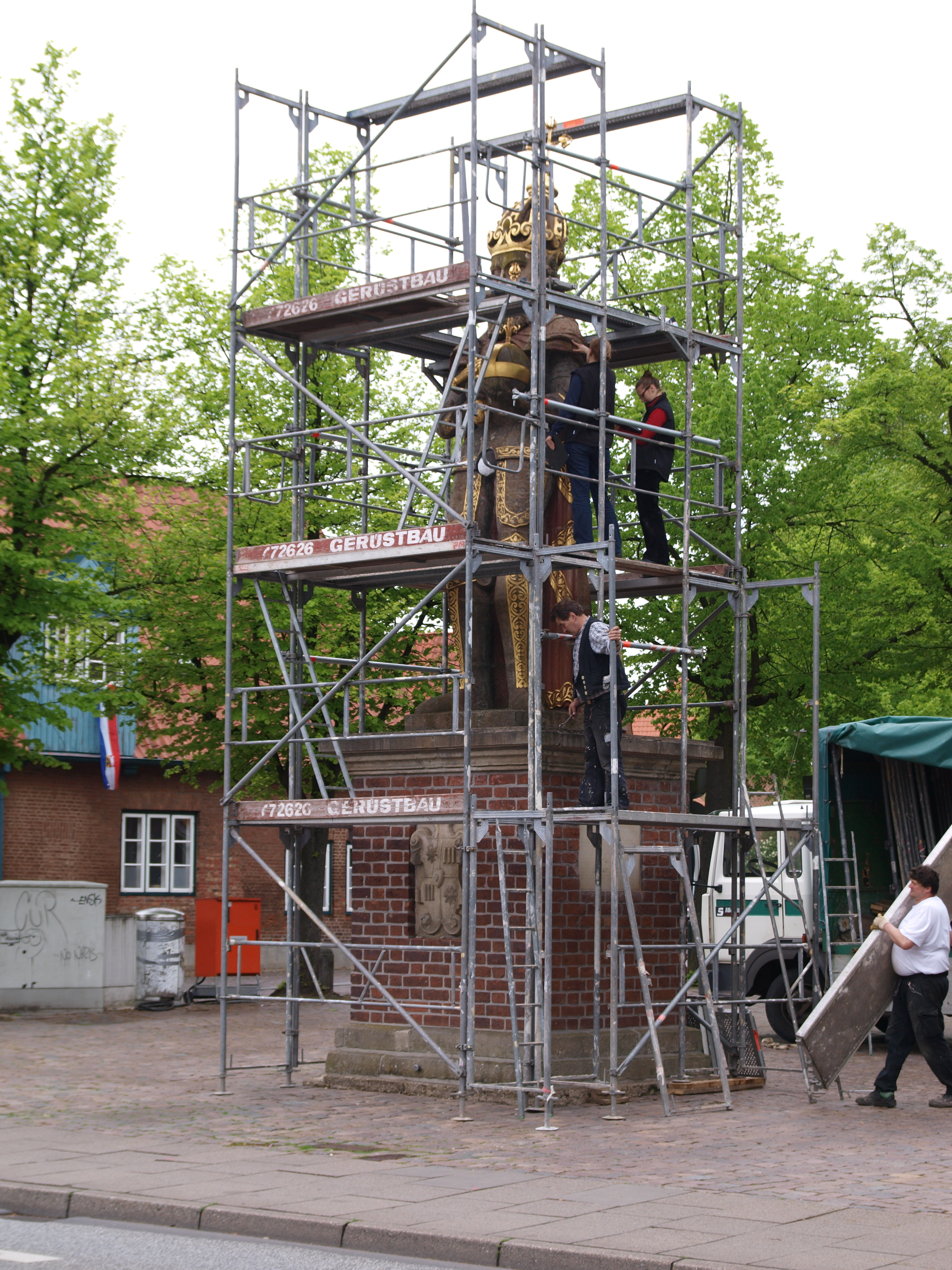
Eingerüstete Statue während der Restaurierung 2012

## Geschichte

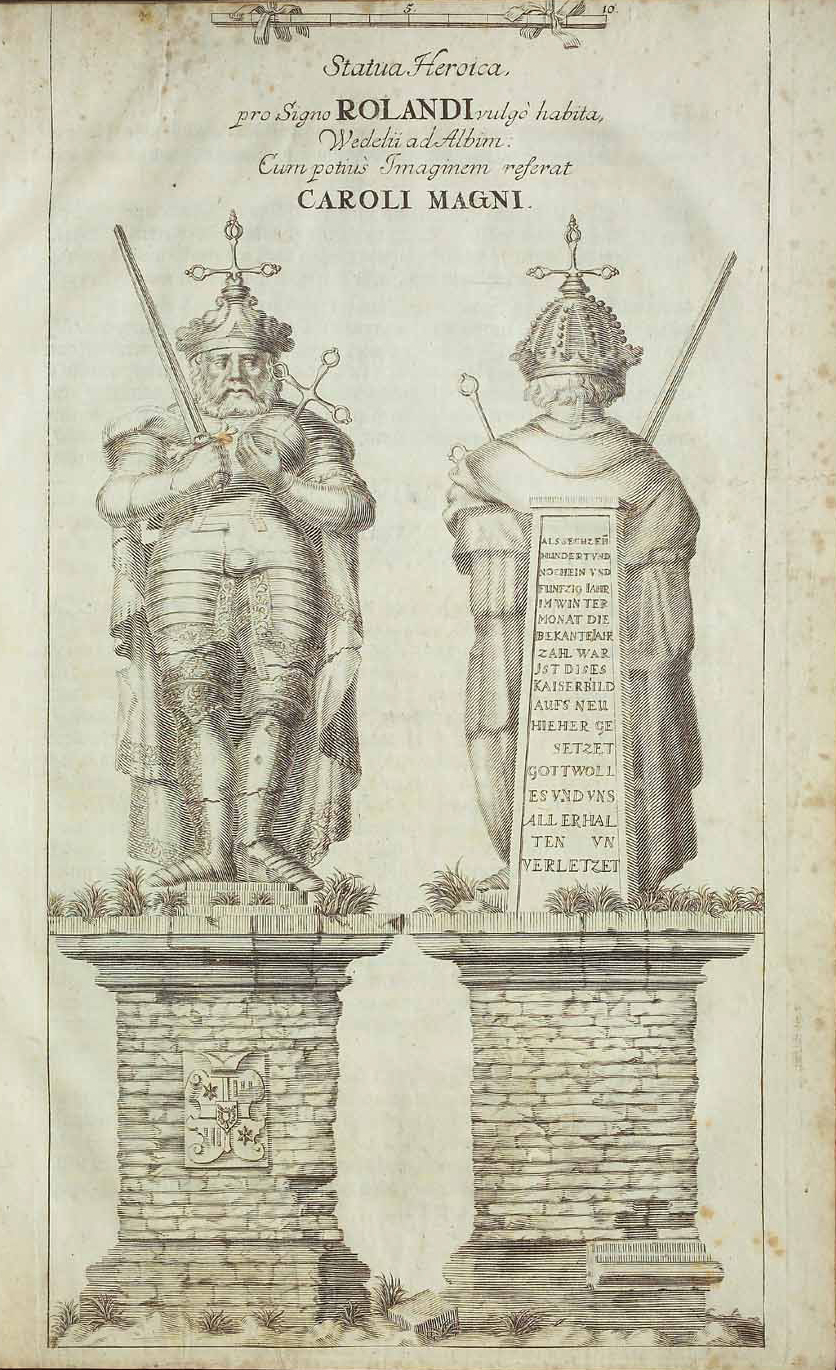
Früheste Darstellung der Rolandstatue um 1692 in Johann Daniel Majors Bevölckertes Cimbrien

Eine erste Manifestation des Wedeler Marktrechtes wurde vom Landesherrn Graf von Holstein-Schaumburg vermutlich um 1450 aufgestellt, möglicherweise in Form eines Marktkreuzes. Nachdem das vorangegangene Zeichen verfallen war, wurde 1558 an dessen Stelle ein Standbild aus Sandstein errichtet, was aus einer Quittung über eine entsprechende Menge Gestein aus dem Steinbruch Bergwar bei Obernkirchen hervorgeht.
Seither musste die Statue samt Sockel mehrmals renoviert werden. 1602 besserten zwei Maurer Fehlstellen mit Lüneburger Kalk aus. Nachdem die Statue umgestürzt war, beantragte die Gemeinde Wedel 1652 eine Beihilfe für deren Wiedererrichtung beim Dänischen König, der dafür 100 Reichstaler mit der Auflage bewilligte, dass die Arbeiten durch die Wedeler selbst zu leisten seien. Doch schon 1692 beklagte Johann Daniel Major in seinem Werk Bevölckertes Cimbrien den Zustand der dem „… Ruin fast täglich eilenden Antiquität“. Der Kupferstich in dem Werk ist die älteste bekannte Abbildung der Statue und zeigt das Denkmal in der Front- und Rückansicht auf einem viereckigen gemauerten Sockel, der stark verwittert und mit Gras bewachsenen ist und bei dem Teile der Friese ausgebrochen sind. Weitere Restaurierungen folgten in den Jahren 1785 und 1835–1836, wobei hier die Mittel für die farbige Fassung der Statue nicht reichten und diese einheitlich grau angestrichen wurde. Auf Peter Suhrs kolorierter Lithographie aus Hamburg's Vergangenheit in bildlichen Darstellungen von 1837 ist ein viereckiger Sockel mit glatten Wandflächen und dachartiger Ziegeleindeckung abgebildet, was darauf hindeutet, dass der Sockel verputzt war, oder aus einem einheitlichen Gestein, wie Sandstein, bestand. 1846 und 1856 wurde der Sockel durch zusätzliche Ummaurerungen verstärkt, da wieder die Gefahr bestand, dass das Denkmal umstürzte. Dabei erlitt die Wappenkartusche auf der Vorderseite eine Beschädigung und das Nesselblatt des Schauenburger Wappens vermutlich bei der Reparatur gegen ein Herz ausgetauscht wurde. 1895 war der Sockel, wie auf der Zeichnung von Georg Burmester und späteren historischen Fotografien, im neogotischen Stil viereckig und mit ausgeprägten Eckabschrägungen versehen, so dass die Staue auf einem achteckigen Kapitell stand. Eine Zeitlang war auf der Rückseite des Sockels ein Kasten für amtliche Bekanntmachungen angebracht, der bei der nächsten Restaurierung 1907 wieder abgenommen wurde. Hier wurden umfangreiche Fehlstellen repariert, die Metallteile wie Schwert, Kreuze und Krone ausgebessert und die Statue erhielt wieder eine farbige Fassung. Eine 1938 notwendig gewordene Restaurierung wurde kriegsbedingt verworfen, doch das Denkmal überstand die Bombenangriffe weitgehend ohne zusätzliche Schäden.
Ursprünglich stand die Statue mitten auf dem Wedeler Marktplatz, einige Meter vor ihrem heutigen Standort etwa im Bereich der Verkehrsinsel auf der Mitte der Bundesstraße 431. Im Zuge des Ausbaus der Bundesstraße mitten durch den Marktplatz musste das Denkmal versetzt werden. Trotz Bedenken der Denkmalschutzbehörden wurde sie 1950 abgetragen und an den an die Stelle der ehemaligen Scheune des Hofes Langeloh versetzt, wobei es zu erheblichen Beschädigungen der Substanz kam. Der neogotische Sockel wurde gegen einen schmaleren säulenartigen Kern aus Beton mit einer Verkleidung aus Backsteinmauerwerk ersetzt. Schadhafte Stellen an der Statue wurden von einem Steinmetz aus Bückeburger Sandstein nachmodelliert und die bis dahin aufgemalte Inschrift auf der Statuenstütze eingemeißelt. Abschließend erhielt die Statue eine bunte Farbfassung. 1984 wurde die Statue erneut ausgebessert, gereinigt und stabilisiert. Nach zwei Vandalismusvorfällen, bei denen Unbekannte die Statue mit Abbeizmittel überschütteten und den Reichsapfel mit Farbe beschmierten, wurde die Statue mit einem Schutzanstrich versehen. Die letzte Restaurierung folgte anlässlich der 800-Jahr-Feier Wedels im Sommer 2012.

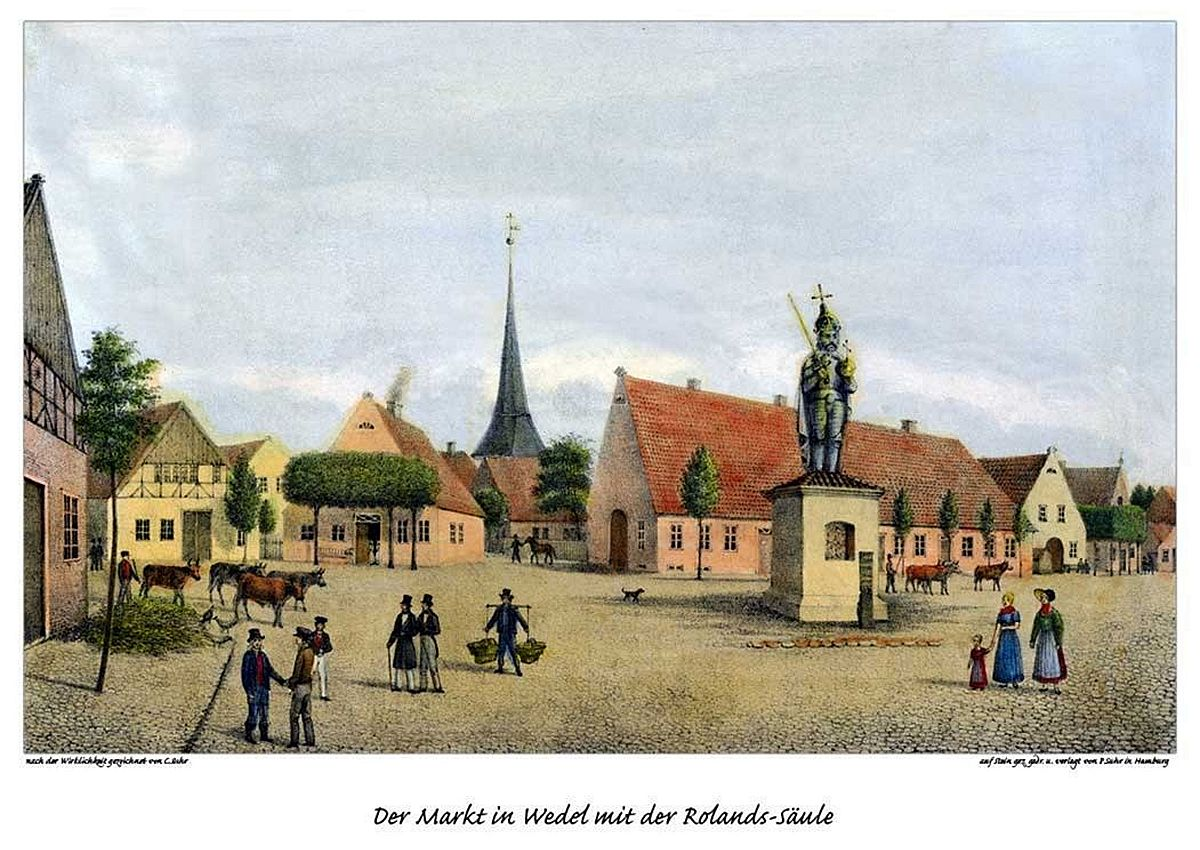
Wedeler Marktplatz um 1837 von Peter Suhr
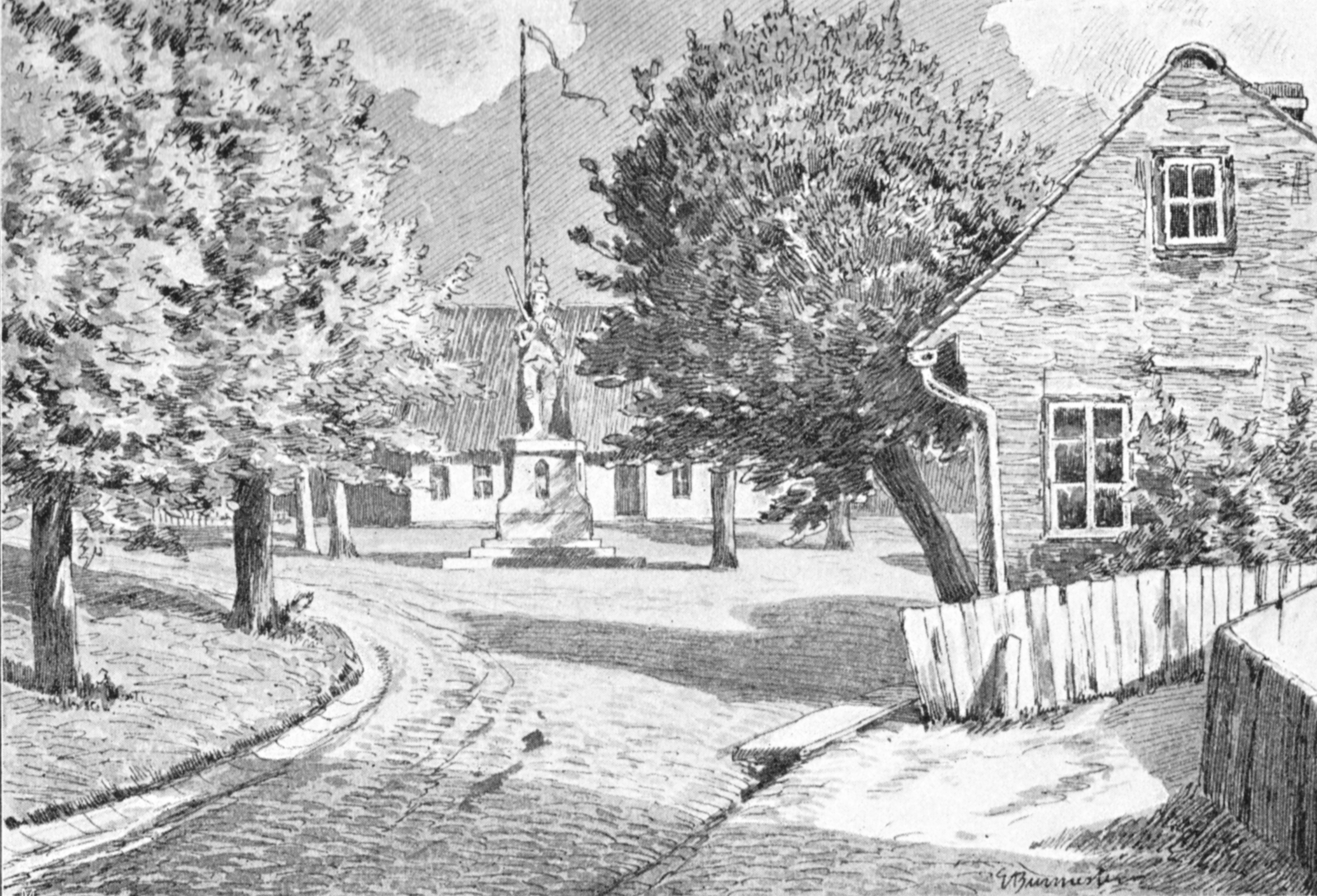
Marktplatz von Wedel mit Rolandstatue um 1895 von Georg Burmester

Am 26. November 1963 nahm die Stadt Wedel den Roland auf einem Nesselblatt als Stadtwappen und Flaggensymbol an.

## Deutung

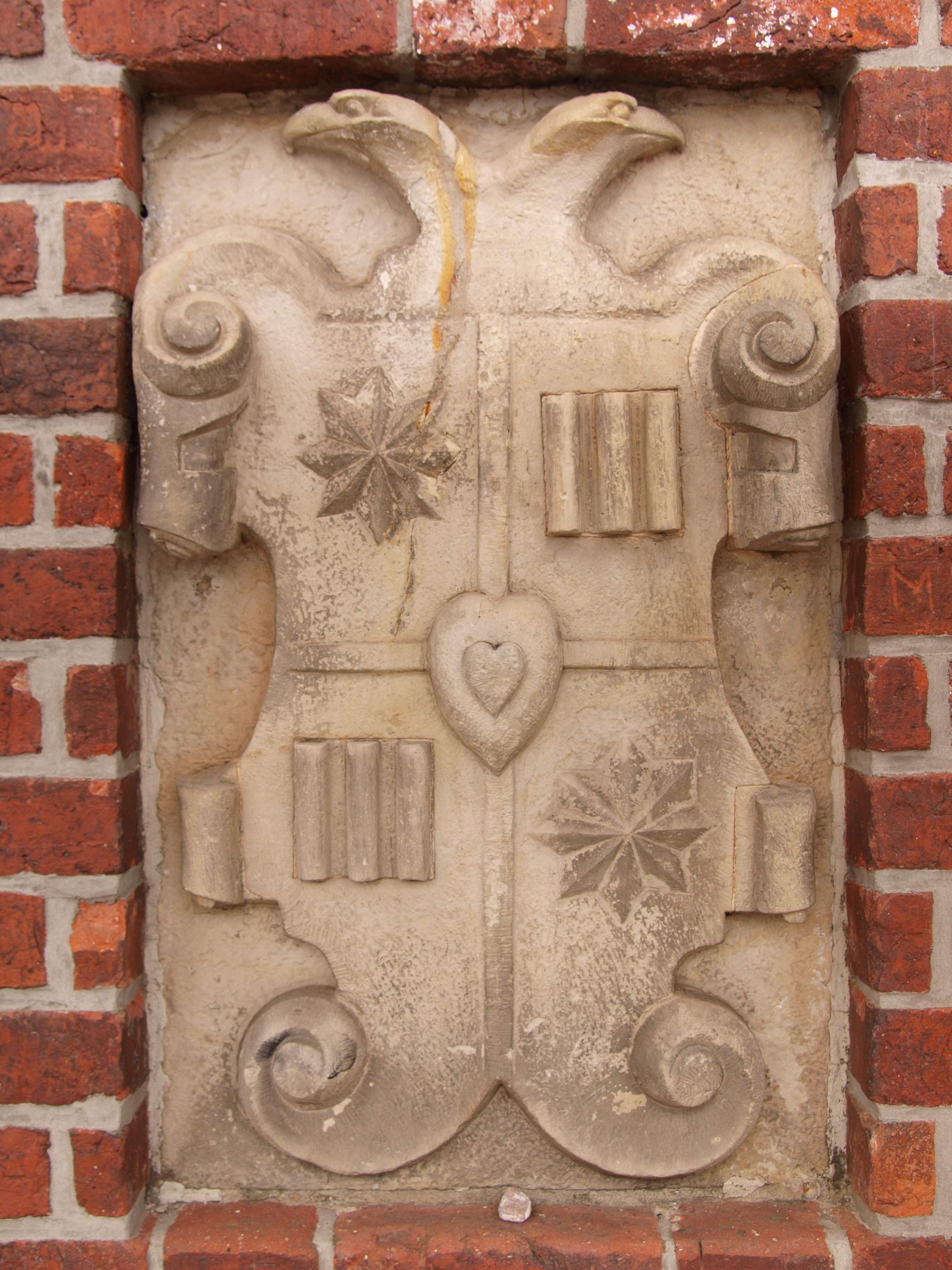
Wappenkartusche an der Frontseite des Sockels

Der Wedeler Roland wird allgemein als Rolandstatue bezeichnet, die die Handels- und Marktrechte im Zusammenhang mit dem früheren Ochsenmarkt symbolisiert. Diese Deutung ist jedoch fraglich. Rolandstatuen sind in engeren Sinne Darstellungen von Rittern, meistens mit den Attributen Harnisch, Helm, Schwert oder Lanze und Schild ausgestattet. Abweichend davon trägt der Wedeler Roland jedoch eine Krone und einen Reichsapfel, was ihn als Kaiserbildnis ausweist. Die Deutung als Kaiserstandbild wurde auch 1692 von Major beschrieben, der diese „Rolands=Statue“ als „Caroli Magni Bild“, Karls des Großen, anspricht, ebenso bezeichnet die Rist zugeschriebene Inschrift auf der Statuenstütze die Figur als Kaiserbildnis. Die Statue Kaiser Karls ist im Kontext mit dem auf dem Ochsenmarkt geltenden Marktfrieden, vielmehr als Hinweis auf die damals geltende sächsische Rechtsordnung zu versehen.
Ein Roland am Ochsenweg befindet sich in Bad Bramstedt.